# Kryspin Szcześniak
Kryspin Szcześniak (ur. 8 stycznia 2001) – polski piłkarz występujący na pozycji obrońcy w polskim klubie Górnik Zabrze, wypożyczony z Pogoni Szczecin.

## Statystyki

### Klubowe
(aktualne na dzień 19 grudnia 2021)
| Klub                  | Sezon              | Liga               | Liga  | Liga   | Puchar kraju | Puchar kraju | Europa | Europa | Inne  | Inne   | Suma  | Suma   | Kartki | Kartki |
| Klub                  | Sezon              | Liga               | Mecze | Bramki | Mecze        | Bramki       | Mecze  | Bramki | Mecze | Bramki | Mecze | Bramki |        |        |
| --------------------- | ------------------ | ------------------ | ----- | ------ | ------------ | ------------ | ------ | ------ | ----- | ------ | ----- | ------ | ------ | ------ |
| Pogoń Szczecin II     | 2018/19            | III liga           | 4     | 0      | 0            | 0            | —      | —      | —     | —      | 4     | 0      | 1      | 0      |
| Pogoń Szczecin II     | 2019/20            | III liga           | 14    | 0      | 0            | 0            | —      | —      | —     | —      | 14    | 0      | 2      | 0      |
| Pogoń Szczecin II     | Łącznie            | Łącznie            | 18    | 0      | 0            | 0            | 0      | 0      | 0     | 0      | 18    | 0      | 0      | 0      |
| Pogoń Szczecin        | 2020/21            | Ekstraklasa        | 0     | 0      | 0            | 0            | —      | —      | —     | —      | 0     | 0      | 0      | 0      |
| Pogoń Szczecin        | 2021/22            | Ekstraklasa        | 0     | 0      | 0            | 0            | —      | —      | —     | —      | 0     | 0      | 0      | 0      |
| Pogoń Szczecin        | Łącznie            | Łącznie            | 0     | 0      | 0            | 0            | 0      | 0      | 0     | 0      | 0     | 0      | 0      | 0      |
| GKS Jastrzębie (wyp.) | 2020/21            | I liga             | 26    | 0      | 0            | 0            | —      | —      | —     | —      | 26    | 0      | 8      | 1      |
| Górnik Łęczna (wyp.)  | 2021/22            | Ekstraklasa        | 15    | 0      | 3            | 0            | —      | —      | —     | —      | 18    | 0      | 3      | 0      |
| Łącznie w karierze    | Łącznie w karierze | Łącznie w karierze | 59    | 0      | 3            | 0            | 0      | 0      | 0     | 0      | 62    | 0      | 14     | 1      |